# ヤンネ・ヴァータイネン
- ヤンネ・バータイネン

ヤンネ・ヴァータイネン（Janne Henrik Väätäinen、1975年3月6日 - ）は、フィンランド、クオピオ出身の元スキージャンプ選手、指導者。現役時代は1990年代に国際大会で活躍、引退後はフィンランドナショナルチームのヘッドコーチを務めた後、日本でもコーチを務めた。2020年4月からフィンランドナショナルチームのヘッドコーチに復帰した。

## プロフィール
1991年のノルディックスキージュニア世界選手権で国際大会にデビュー、団体で銅メダルを獲得した。
翌1992年の2月29日にラハティでスキージャンプ・ワールドカップにデビューし、44位に終わったが3月に行われたジュニア世界選手権では団体で金メダルを獲得した。
1994年のリレハンメルオリンピック代表となりノーマルヒル30位、ライモ・ユリプリ、ヤンネ・アホネン、ヤニ・ソイニネンと組んだ団体では5位となった。
同年のスキーフライング世界選手権では14位、3月26日のノーマルヒルでは自己初のトップテンとなる8位となった。このシーズンはワールドカップ総合自己最高の18位となった。
1996年2月28日に地元クオピオでのノーマルヒルでワールドカップ自己最高の3位となった。
2000-2001シーズンを最後に現役を引退した。
2002年からフィンランドBチームコーチ、2004年からAチームのアシスタントコーチを務め2008年4月からトミ・ニクネンの後任としてナショナルチームヘッドコーチに就任した。2010年4月に退任、
同年夏から日本の山田大起のパーソナルコーチ、
2011年からは日本の土屋ホームスキー部コーチ、日本のナショナルチームのコーチを務めている。
2020年4月から前任のラウリ・ハコラに代わりフィンランドナショナルチームヘッドコーチに就任した（ハコラはアシスタントコーチに就任）。
「スキージャンパーの歌」で有名なオーストリアのバンドChristoph und Lolloが「ヤンネ・ヴァータイネンの歌」を発表している。